# Biokoridor Hloučela
Biokoridor Hloučela (též známý jako Lesopark Hloučela) je pás zeleně podél říčky Hloučela v Prostějově.

## Historie
Biokoridor Hloučela vznikl uměle. S nápadem osázet břehy Romže přišel profesor reálného gymnázia v Prostějově Rudolf Wolf v roce 1905. Povolení získal až v roce 1914. Záměr prosadil jako předseda Okrašlovacího spolku v Prostějově a společně se studenty provedl terénní úpravy bývalého rumiště a skládky. Během 14 dní osadili tito dobrovolníci od ulice Olomoucká až po ulici Kostelecká (cca 1,5 km) kolem osmi tisíc stromů. Zásluhu na realizaci vzniku lesoparku měl i lichtenštejnský správce lesů na Plumlově Antonín Anderka.
Lesopark byl silně poškozen za druhé světové války. Město Prostějov převzalo správu v roce 1966.

## Současnost
Přestože se jedná o uměle vytvořený lesopark, rostou v něm především autochtonní a zdomácnělé druhy. Mezi zastoupené druhy dřevin patří lípy, jilmy, jasany, javory, olše, habry, duby, topoly, vrby, hlohy, akáty, jírovce; výjimečně i ovocné stromy a jehličnany. Z ptáků se zde vyskytuje kalous ušatý, puštík obecný, skorec vodní, volavka popelavá a ledňáček říční.
V roce 2007 vznikla vně biokoridoru naučná stezka dlouhá přibližně 4 km s 11 informačními tabulemi, které návštěvníkům přibližují rostlinné a živočišné druhy zde se vyskytující. Navrhovatelem projektu bylo sdružení ČSOP Iris Prostějov, na financování se podílelo město Prostějov a společnost RWE Transgas Net v rámci programu Blíž přírodě.

### Cyklostezka biokoridorem Hloučela
V prosinci roku 2013 byl na místo polní cesty v úseku od ulice Krkonošská v Prostějově až po silnici III. třídy č.37762, která cyklostezku protíná, vybudován první úsek asfaltové zpevněné cesty pro pěší i cyklisty. Termín zahájení stavby započal o rok dříve, přičemž o samotném projektu se diskutovalo již po roce 2000, rozhodnutí padlo o deset let později. Tato část trasy dlouhá 2 km stála místo předpokládaných 6,5 milionů Kč 9,5 milionů korun.
Závěrečný kilometr úseku cyklostezky, od zmíněné silnice III. třídy až do Mostkovic, byl dokončený v roce 2020. V jednom místě ji protíná silnice II/150 a bylo zde nutné nainstalovat bezpečnostní prvky. Úsek vede po bývalé lesní pěšině, kdy část stromů musela ustoupit stavbě, což se ne u všech místních obyvatel setkalo s pochopením. Cena za vybudování této části asfaltového terénu a dalších úprav byla vypočtena na šest milionů korun. Cyklostezka je součástí Jantarové stezky, dálkové cyklotrasy.
Na konci cyklostezky v Mostkovicích a po na pojení na silnici č. 377 lze dojet až k části plumlovské přehrady.